# Manxok
A manxok egy főként a Man-szigeten élő kelta eredetű népcsoport. Régebben a manx nyelvet beszélték, mára ezt felváltotta az angol.

## Nyelvük
A Man-szigeten a Tynwald, a parlament hivatalos nyelve a manx és az angol. A nemzeti nyelvük, a manx utolsó anyanyelvi beszélője 1974-ben meghalt, de a szigeten élők közül sokan újból használják a hétköznapi életben.